# Lamproplax
Lamproplax is een geslacht van wantsen uit de familie bodemwantsen (Lygaeidae). Het geslacht werd voor het eerst wetenschappelijk beschreven door Douglas & Scott in 1868.

## Soorten
Het genus bevat de volgende soorten:

- Lamproplax majuscula Kerzhner, 1977
- Lamproplax membranea Distant, 1883
- Lamproplax picea (Flor, 1860)
- Lamproplax unispina Kerzhner, 1977